# Tiko
Tiko este un oraș din Camerun.

## Personalități
- Sofoklis Schortsanitis, bachetbalist